# Gentiana lacinulata
Gentiana lacinulata är en gentianaväxtart som beskrevs av T. N. Ho. Gentiana lacinulata ingår i släktet gentianor, och familjen gentianaväxter. Inga underarter finns listade i Catalogue of Life.